# 大島村 (新潟県三島郡)
大島村（おおじまむら）は、かつて新潟県三島郡にあった村。

## 沿革
- 1889年（明治22年）4月1日 - 町村制施行に伴い三島郡本大島村、岡村古新田、北山村古新田、下山村が合併し、大島村が発足。
- 1901年（明治34年）11月1日 - 三島郡深沢村、才津村と合併し、深才村となり消滅。